# روبرت ويليام تشامبرز
روبرت ويليام تشامبرز (26 مايو 1865 - 16 ديسمبر 1933) (بالإنجليزية: Robert William Chambers)‏ هو روائي وكاتب قصة قصيرة أمريكي.

## وصلات خارجية
- روبرت ويليام تشامبرز على موقع IMDb (الإنجليزية)
- روبرت ويليام تشامبرز على موقع ميوزك برينز (الإنجليزية)
- روبرت ويليام تشامبرز على موقع قاعدة بيانات برودواي على الإنترنت (الإنجليزية)
- روبرت ويليام تشامبرز على موقع ديسكوغز (الإنجليزية)
- روبرت ويليام تشامبرز على موقع قاعدة بيانات الفيلم (الإنجليزية)
- مؤلفات روبرت ويليام تشامبرز في مشروع غوتنبرغ
- "Robert+William+Chambers" أعمال بواسطة روبرت ويليام تشامبرز، على أرشيف الإنترنت.
- روبرت ويليام تشامبرز  على قاعدة بيانات الخيال التأملي على الإنترنت